# クワオアー
クワオアーまたはクワーオワー (50000 Quaoar) は、将来的に準惑星（冥王星型天体）に分類される可能性がある太陽系外縁天体の一つ。エッジワース・カイパーベルトに位置し、太陽からおよそ60億キロメートル（43.7au）のほぼ真円に近い軌道を、約290年の周期で公転している。

## 概要
2002年6月4日、カリフォルニア工科大学の天文学者チャドウィック・トルヒージョとマイケル・ブラウンによって、カリフォルニア州パサデナのパロマー天文台にあるサミュエル・オシン望遠鏡で撮影された画像から発見された。この発見は2002年10月7日のアメリカ天文学会年会で発表された。その後の調査で、最も古い画像としてはパロマー天文台で1954年5月25日に撮影された写真乾板にこの天体が写っていたことが判明した。
クワオアーは発見当時直径約1,200kmと推定され、冥王星以降に発見された最大の天体であり、またそれまでに知られていた小惑星の中で最大のものだった。後にセドナやエリスにその座を明け渡した。ただしその後セドナの直径は下方修正されており、クワオアーより小さい可能性がある。
2019年6月、東京大学木曽観測所の口径105cmシュミット望遠鏡に搭載された超広視野高速カメラ「トモエゴゼン」を用いた掩蔽の高感度動画観測によって、クワオアーに大気がほとんど存在しないことが判明した。

## 名称
この天体の名称は、「海王星よりも十分遠く、太陽系の寿命と同程度に十分長い間安定な軌道を持つ天体には創世神話に関連した名前を付ける」という国際天文学連合の規則に従い、ロサンゼルス周辺のアメリカ先住民であるトングヴァ族に伝わる神話の、歌と踊りで神々と生物を作った創世神クワオワーに因んで名付けられた。

## 組成
クワオアーの平均密度は 4.2 ± 1.3 g/cm3で、太陽系外縁天体としては有意に高密度な天体と考えられている。これはクワオアーは岩石と氷の混合物からなる一般的な外縁天体と異なり氷をほとんど含んでいないことを示している。アルベドは0.1程度とかなり低いと推定されているが、これは表面から氷が失われている事を意味する。ニュー・ホライズンズ計画によって2015年に探査機が冥王星を訪れ、続けていくつかの外縁天体の探査が行なわれた後には、これらの事実に関してはるかに多くの知識を得られるはずである。
2004年にクワオアーの表面に水の結晶の存在が確認され、研究者を驚かせた。これは最近1000万年以内に表面温度が-160℃ (110K) 以上に上昇したことを示している。どのような原因で-220℃ (55K) というクワオアーの元々の温度が上昇したのかについていくつかの推測が行なわれている。小天体の衝突によって温度が上がったという説を唱える研究者もいるが、最も議論された説ではクワオアーの中心核に含まれる放射性元素の崩壊熱によって氷火山現象が起きているのではないかと推定している。

## 分類の経緯
クワオアーの発見によって、冥王星を惑星に分類する根拠はやや弱くなった。当時、既に天文学者たちはクワオアー程度の大きさを持つ外縁天体が10個ほどは存在するかもしれないと考えていたため、冥王星に加えてクワオアーやそれらの天体を惑星に含めるように惑星の定義を変更する必要が出てくる可能性が生じたのである。
クワオアーはある意味では冥王星よりも惑星らしいと言える。クワオアーの公転軌道は半径40auをやや超える円に近いもので、冥王星のような離心率の大きな楕円軌道ではない。また、海王星と同様にクワオアーの軌道も冥王星の近日点と遠日点の間にある。よってある時期には冥王星はクワオアーよりも太陽に近く、ある時期にはクワオアーよりも遠くなる。
クワオアーに続きさらに大きな(90377) セドナが発見され、冥王星よりも直径の大きな (136199) エリスが発見されるに及んで惑星定義の見直しを迫られる事となった。結局、2006年8月24日に国際天文学連合総会で惑星の定義が採択された結果、冥王星など3つの天体が準惑星 (dwarf planet) に分類されることになった。更に、今後の観測によって準惑星と認められるかもしれない天体としてクワオワーなど10数個がリストアップされた。

## 衛星

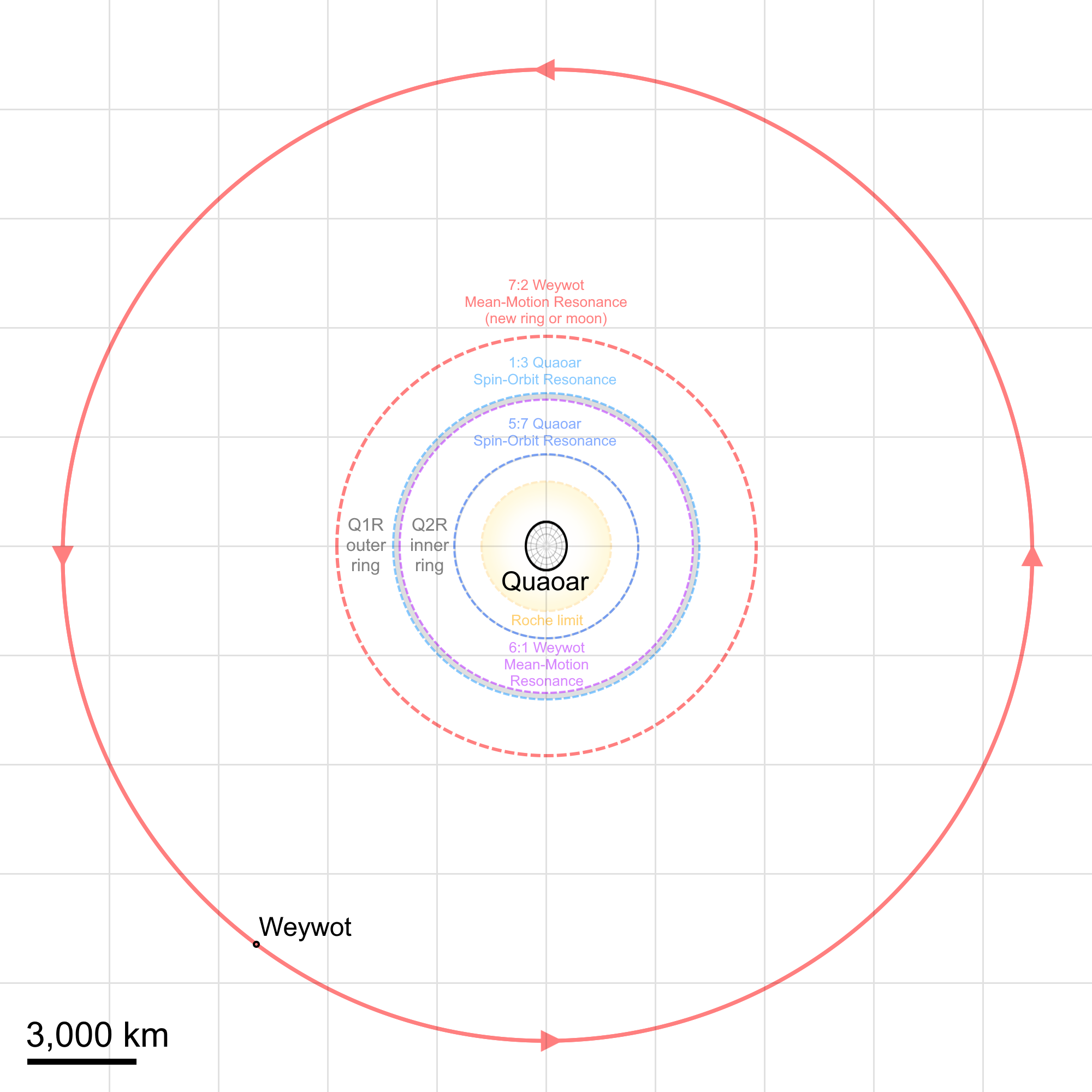
クワオアーとウェイウォットと環

ハッブル宇宙望遠鏡で2006年2月14日に撮影された画像から、マイケル・ブラウンとT.-A. Suerの分析により衛星が発見されたことが、2007年2月22日付の国際天文学連合回報 (IAUC) 8812号で報告された。この衛星にはS/2006 (50000) 1という仮符号が付けられた後、2009年にウェイウォット ((50000) Quaoar I Weywot) と名付けられた。この名はトングヴァ族の神話でクワオアーによって創られた神の一柱に由来する。

## 環

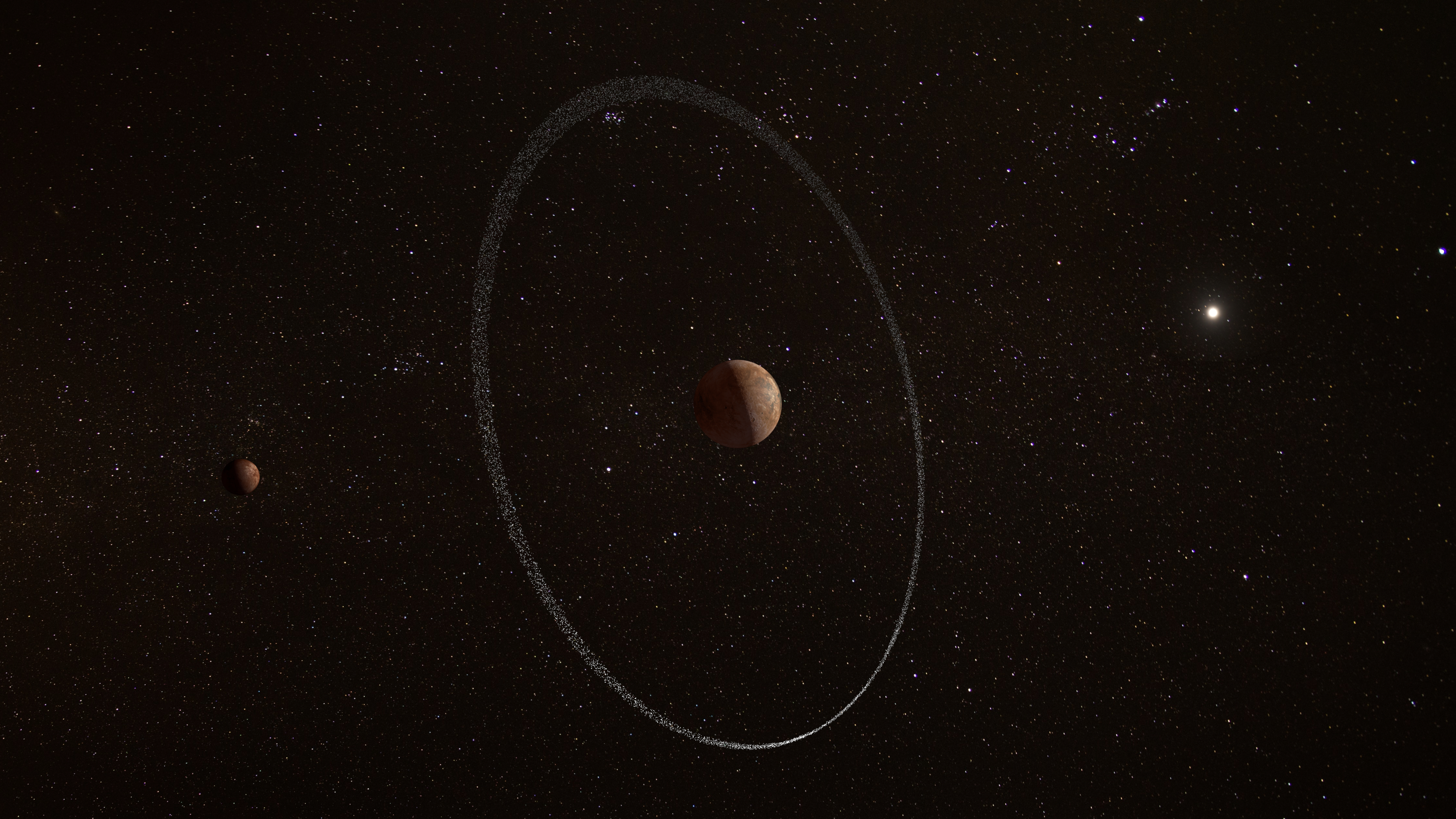
クワオアーの周りに存在する環と衛星ウェイウォットの想像図

2023年2月、クワオアーの周囲に環が存在することが確認されたという研究結果が科学雑誌ネイチャーにて公表された。惑星以外の天体で、環を持つことが明確に確認されたのは(10199) カリクローと(136108) ハウメアに次いで3例目である（彗星・小惑星遷移天体として知られるキロンも環を持つ可能性が指摘されている）。この環は2018年から2021年にかけて発生したクワオアーによる掩蔽観測から発見された。環はクワオアーから 4,148.4 ± 7.4 km 離れたところに存在しているとみられているが、これは惑星も含めた他の天体の環とは異なり、母天体のロッシュ限界から2倍以上も離れた距離に存在しているという特徴がある。

## 画像

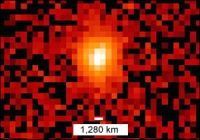
クワオアーの写真、その推定直径。
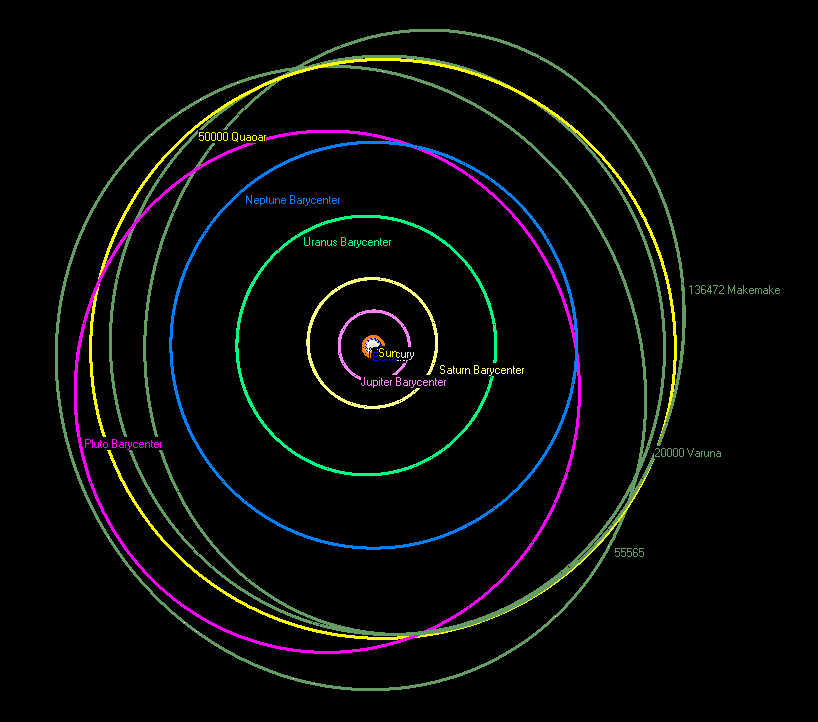
クワオアー(黄色)、海王星(青)、冥王星(ピンク)とその他のキュビワノ族の軌道の比較
クワオアー(青)、冥王星(赤)の軌道の比較
クワオアー(青)、冥王星(赤)の軌道の比較